# Henry Seebohm

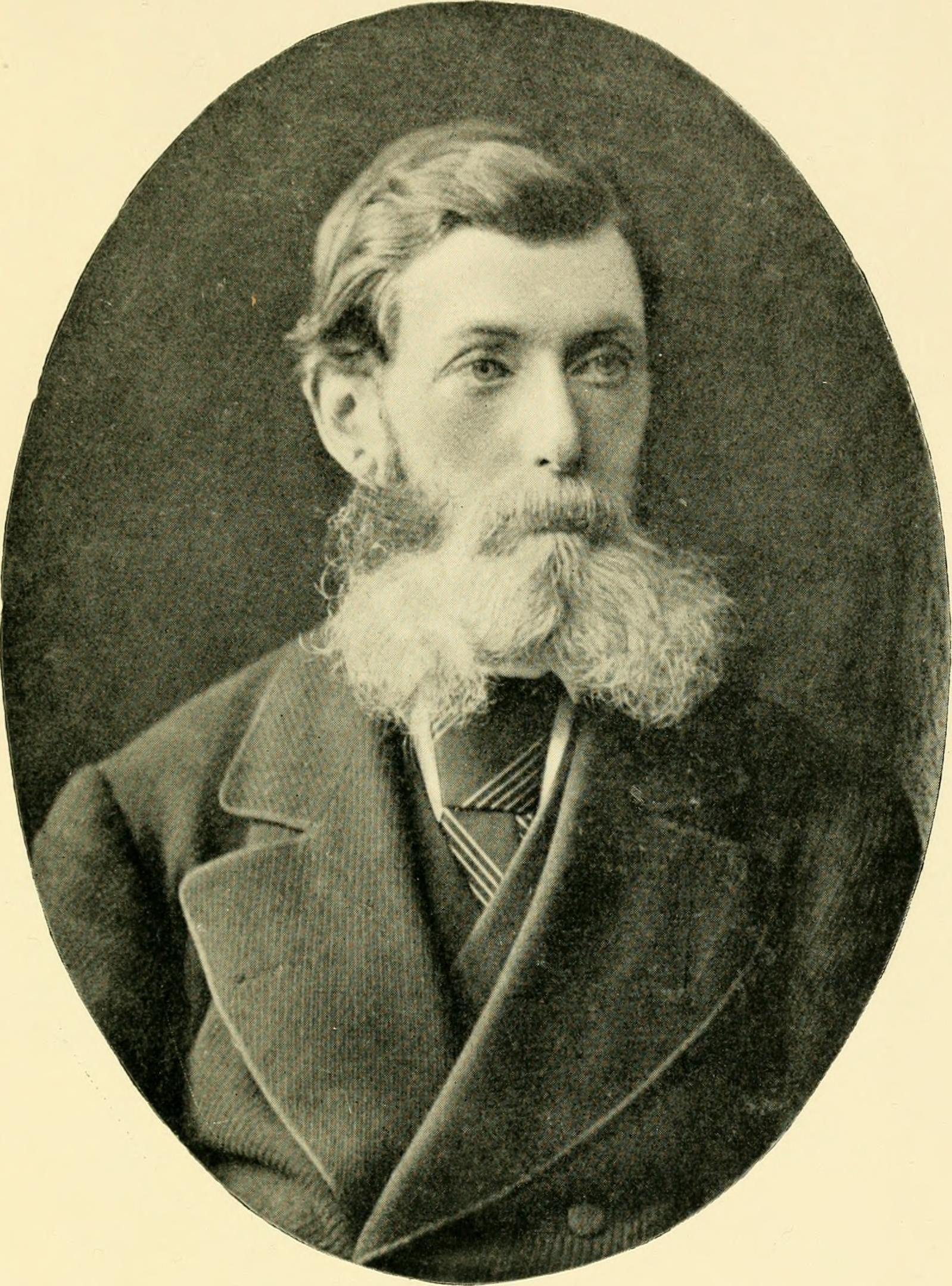
El autor en 1871.

Henry Seebohm (12 de julio de 1832 – 26 de noviembre de 1895) fue un manufacturero de acero, amateur ornitólogo, oólogo y explorador inglés.
Henry fue el mayor de los hijos de Benjamin Seebohm (1798–1871) un comerciante de lana en Horton Grange, Bradford. La familia se mudó a Inglaterra, desde Bad Pyrmont en Alemania. Su madre Estther Wheeler (1798–1864) era una nieta de William Tuke. Los Seebohms estuvieron activos en la Society of Friends; y, Henry fue educado dentro de la comunidad, en York. Trabajó inicialmente en una tienda de comestibles como asistente, pero se mudó a Sheffield, donde se convirtió en un fabricante de acero. Se casó con María, hija de George John Healey, comerciante en Mánchester el 19 de enero de 1859.
Henry se interesó en historia natural en la escuela y continuó dedicando su tiempo libre a estudiar aves en sus viajes. Viajó ampliamente visitando Grecia, Escandinavia, Turquía y Sudáfrica. Sus expediciones a la  tundra de Yenisey en Siberia fueron descritas en sus dos libros:
- Siberia in Europe: a visit to the valley of the Petchora, in north-east Russia; with descriptions of the natural history, migration of birds, etc.[2] (J. Murray, Londres). (1880);
- Siberia in Asia (1882), las cuales se combinaron en la publicación póstuma The Birds of Siberia. A record of a naturalist's visits to the valleys of the Petchora and Yenesei (1901). Reimpreso en 2 v. en 1985. The Birds of Siberia: To the Petchora Valley. Alan Sutton Publishing. ISBN 0-86299-259-1, The Birds of Siberia: The Yenesei. Alan Sutton Publishing. ISBN 0-86299-260-5

Sus expediciones incluyeron el río Pechora inferior, en 1875 junto con John Alexander Harvie-Brown, así como una visita a Heligoland en la casa de Heinrich Gätke. En 1877, se unió a Joseph Wiggins en Siberia.
Fue uno de los primeros ornitólogos europeos que aceptaron el sistema trinomial estadounidense para clasificar subespecies.
Otras publicaciones de Seebohm incluyen:
- A History of British Birds (1883),
- The Geographical Distribution of the family Charadriidae (1887),
- The Birds of the Japanese Empire (1890),
- A Monograph of the Turdidae (1902, completó Richard Bowdler Sharpe).

Seebohm legó su colección de pieles de aves al Museo Británico. La colección que se recibió en 1896 consistió en cerca de 17.000 especímenes.

## Obra

### Algunas publicaciones
- (1901) The birds of Siberia; a record of a naturalist's visits to the valleys of the Petchora and Yenesei. J. Murray. London.
- (1893) Geographical distribution of British birds
- (1890) The birds of the Japanese Empire. R. H. Porter, London.
- (1890) Classification of Birds.  R. H. Porter, London.
- (1888) The geographical distribution of the family Charadriidae, or, The plovers, sandpipers, snipes, and their allies. H. Sotheran. London
- (1883) A history of British birds, with coloured illustrations of their eggs. R. H. Porter. London. Volume 1 Volume 2 Volume 3 Volume 4
- (1880) Siberia in Europe: a visit to the valley of the Petchora, in north-east Russia. J. Murray, London.
- (1880) Contributions to the ornithology of Siberia

## Honores
Un retrato de Seebohm al óleo por Hugh Ford Crighton está en manos del Museo de  Sheffield.

### Eponimia
Varias aves fueron nombradas con su epónimo, incluyendo a:
- yerbera malgache Amphilais seebohmi por Bowdler Sharpe.
- Dromaeocercus seebohmi
- Amphilais seebohmi
- Atlapetes seebohmi
- Horornis seebohmi
- Oenanthe seebohmi
- Formotosena seebohmi

## Otras lecturas
- Seebohm, Henry; Sharpe, R. Bowdler (1896). Coloured figures of the eggs of British birds. Sheffield: Pawson and Brailsford. pp. v-xiv. The book was edited and published by RB Sharpe after Seebohm's death. Sharpe included a biography of Seebohm entitled Memoir at the beginning of the volume.

## Abreviatura (zoología)
La abreviatura Seebohm  se emplea para indicar a Henry Seebohm como autoridad en la descripción y taxonomía en zoología.

- Datos: Q1368988
- Multimedia: Henry Seebohm / Q1368988
- Especies: Henry Seebohm